# Italiaans Links
Italiaans Links - Links Ecologische Vrijheid of kortweg Italiaans Links (Italiaans: Sinistra Italiana) is een coalitie in de Kamer van Afgevaardigden in Italië.
De partijen die lid zijn van Italiaans Links zijn:
- Links Ecologische Vrijheid
- Toekomst naar Links
- Groenen
- Het Netwerk 2018
- Italiaanse Arbeidspartij
- Venetiaans Links
- Siciliaanse Socialistische Partij